# Wolfgang Kraus (Theologe)

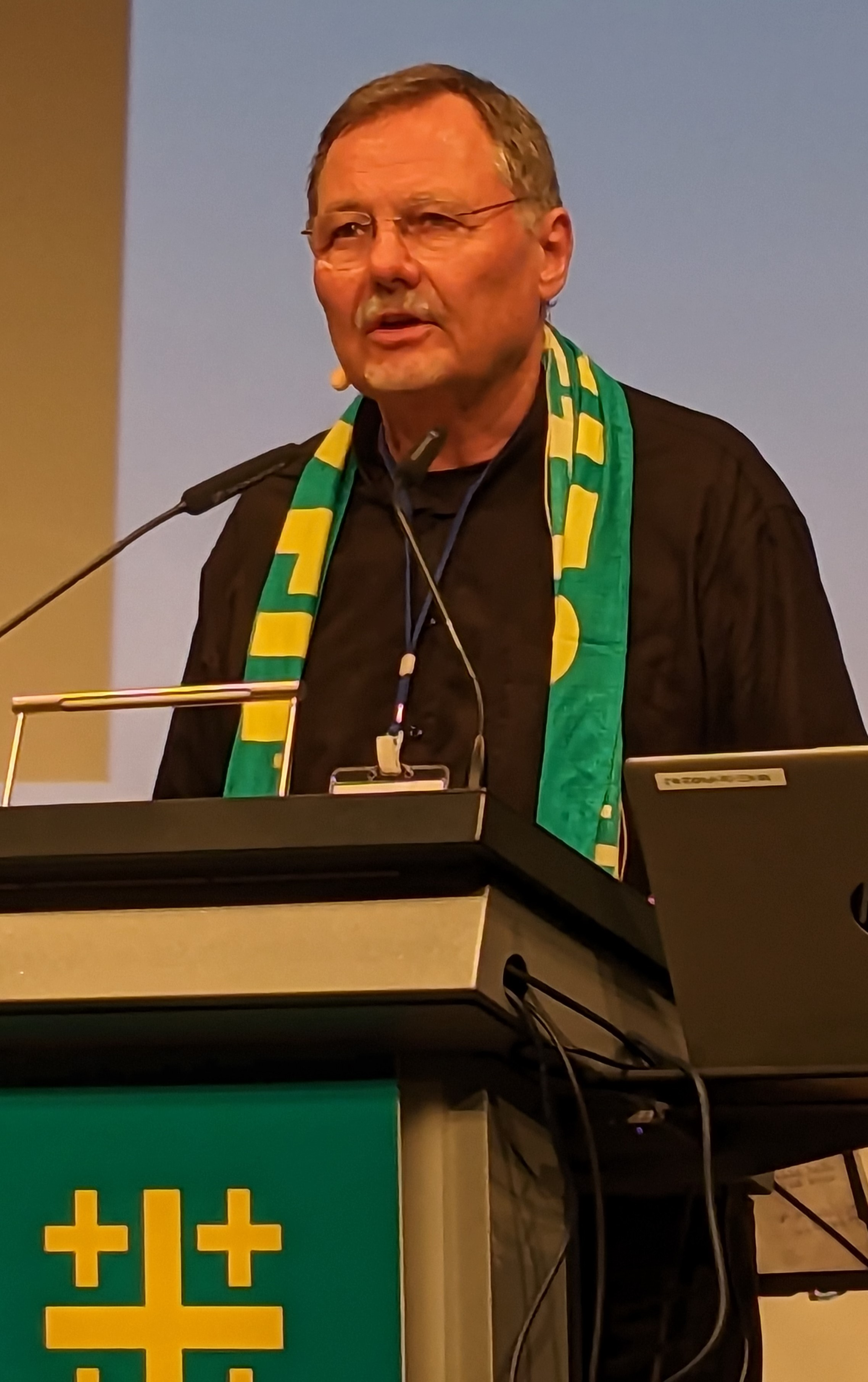
Wolfgang Kraus auf dem Deutschen Evangelischen Kirchentag 2023 in Nürnberg

Wolfgang Karl Kraus (* 1955 in Würzburg) ist ein evangelischer Theologe. Er war bis 2021 Professor für Neues Testament an der Universität des Saarlandes in Saarbrücken.

## Leben
Kraus begann 1974 sein Studium der Evangelischen Theologie an der Augustana-Hochschule Neuendettelsau und setzte es an der Universität Heidelberg, der Universität Göttingen und an der Universität Erlangen fort. 1980 bestand er sein 1. Theologisches Examen der Evangelisch-Lutherischen Kirche in Bayern und 1982 sein 2. Theologisches Examen. Von 1980 bis 1990 war er Vikar und Pfarrer der Evangelisch-Lutherischen Kirche in Bayern. 1990 promovierte er in Erlangen zum Dr. theol. und war bis 1994 wissenschaftlicher Assistent bei Jürgen Roloff am Institut für Neues Testament der Universität Erlangen-Nürnberg. 1994 habilitierte er sich im Fach Neues Testament in Erlangen. Bis 1995 hatte er Lehrstuhlvertretungen in Bayreuth und Jena.
Von 1996 bis 2004 war er Universitätsprofessor (C 3) am Institut für Evangelische Theologie an der Universität Koblenz-Landau, Abteilung Koblenz (Professur für Altes und Neues Testament und ihre Didaktik). Seit 2004 war er Lehrstuhlinhaber für Neues Testament (C 4) an der Universität des Saarlandes, am 31. März 2021 trat er in den Ruhestand.
2014 erhielt er das Bundesverdienstkreuz am Bande; besonders wurde sein Projekt zur Erforschung zerstörter Synagogen in Europa hervorgehoben.

## Forschungsschwerpunkte
- Biblische Theologie
- Theologiegeschichte des frühen Christentums (insbes. Paulus, Hebräerbrief, Matthäusevangelium)
- Septuaginta als Bibel der Urchristenheit
- Umwelt des Neuen Testaments
- christlich-jüdisches Gespräch
- Ethik im Gespräch zwischen Theologie und Humanwissenschaften

## Sonstiges
80 Wissenschaftler (darunter Kraus) haben weltweit erstmals eine komplette deutsche Übersetzung und Kommentierung der Septuaginta (das griechische Alte Testament), vorgelegt.
Die interdisziplinäre Zusammenarbeit zwischen Theologie und Kultur- beziehungsweise Humanwissenschaften ist Kraus ein Anliegen. Er sieht sich aus der Tradition der europäischen Aufklärung heraus und vor dem Hintergrund der pluralen Kultur Europas dem interreligiösen Dialog in Forschung und Lehre besonders verpflichtet.
Kraus ist Mitglied im Direktorium des ZHEUS (Zentrum für historische Europaforschung) der Universität des Saarlandes und „Research Associate“ an der Universität Pretoria (Südafrika) sowie am Institut für Septuaginta und Biblische Textforschung der Kirchlichen Hochschule in Wuppertal.
Zusammen mit Bernd Schröder gibt er die Buchreihe Kulturelle Grundlagen Europas heraus.
Auf dem Deutschen Evangelischen Kirchentag 2023 hielt Kraus eine jüdisch-christliche Bibelarbeit zum Johannesevangelium.